# Texas Instruments
Texas Instruments, bolj poznan v elektronski industriji s kratico TI, je podjetje s sedežem Dallasu ki se ukvarja z razvojem in prodajo polprevodnikov in računalniško tehnologijo.
Podjetje je bilo ustanovljeno že leta 1941. Vsa leta je bilo med vodilnimi razvijalci elektronske tehnologije. Danes je podjetje glavni proizvajalec tranzistorjev, integriranih vezij in procesorjev za obdelavo digitalnih signalov .
Texas Instruments je poznan tudi po računalih, od enostavnega modela TI-30 do zmogljivih TI-83 in TI-92.